# ایووویتس ویلکی
ایووویتس ویلکی (به لهستانی:  Iłówiec Wielki) یک روستا در لهستان است که در گمینا برودنگتسا (استان لهستان بزرگ‌تر) واقع شده‌است. ایووویتس ویلکی ۸۰ نفر جمعیت دارد.